# ماریو زامپی
ماریو زامپی (ایتالیایی: Mario Zampi؛ ۱ نوامبر ۱۹۰۳ – ۲ دسامبر ۱۹۶۳) کارگردان فیلم، تهیه‌کننده فیلم، و فیلم‌نامه‌نویس اهل ایتالیا بود. از فیلم‌هایی که وی کارگردانی کرده‌ست می‌توان به خنده در بهشت و اطلاعات طبقه‌بندی‌شده اشاره کرد.
- به نظر می‌رسد او بنیان‌گذار شرکت فیلم‌سازی Two Cities Films بوده و بعداً شرکت‌های Anglofilm و Mario Zampi Productions را تأسیس کرد.
- فیلم‌هایی مانند "Laughter in Paradise" (۱۹۵۱)، "The Naked Truth" (۱۹۷۵)، و "Too Many Crooks" (۱۹۵۹) از آثار برجسته او هستند.
- شواهد نشان می‌دهد او در لندن درگذشت و بیشتر عمر حرفه‌ای خود را در بریتانیا سپری کرد.

### زندگی‌نامه
زامپی کار خود را به عنوان بازیگر در 17 سالگی در ایتالیا آغاز کرد. در سال 1930، او برای برادران وارنر به عنوان تدوینگر فیلم در لندن شروع به کار کرد. در سال 1937، او و فیلیپو دل گیودیس نیز دو شهر فیلم را تأسیس کردند. در حالی که این شرکت به خاطر فیلم‌های جدی مانند In Who We Serve، Henry V و Hamlet مورد توجه قرار گرفت، زامپی بیشتر به خاطر کمدی‌ها به یاد می‌آید. او با فیلم هایی مانند خنده در بهشت (1951)، حقیقت برهنه (1957)، و کلاهبرداران بیش از حد (1959)، اغلب در نقش دوگانه کارگردان و تهیه کننده، نشان خود را نشان داد.

## فیلم شناسی
- Tredici uomini e un cannone [it] (1936) producer
- سیزده مرد و یک اسلحه (1938)
- فرانسوی بدون اشک (1940) producer
- جاسوسی برای یک روز (1940)
- رادیو آزادی aka A Voice in the Night (1941) producer (uncredited)
- شلیک فانتوم (1947)
- سومین بار خوش شانسی (1948) producer
- شب شوم (1948)
- شادترین روزهای زندگی شما (1950) producer
- سایه ای از گذشته (1950)
- بیا با من برقص (1950)
- خنده در بهشت (1951)
- فوق محرمانه, aka Mr. Potts Goes to Moscow (1952)
- من عشق را انتخاب کردم aka Ho scelto l'amore (1953) director
- خوشبختی تا ابد, aka Tonight's the Night (1954)
- اکنون و برای همیشه (1956)
- حقیقت عریان, aka Your Past Is Showing (1957)
- کلاهبرداران بیش از حد (1959)
- ته نشین (1960)
- پنج ساعت طلایی, aka Cinque ore in contanti (1961) director